# Фільмографія студії «Укранімафільм»

## 1990-ті
| Фільм                                           | Режисер                          | Нагороди |  |
| ----------------------------------------------- | -------------------------------- | --- |  |
| 1990                                            |                                  | |  |
| Безтолковий вомбат                              | Кушніров Сергій                  | |  |
| Любов і смерть картоплі звичайної               | Марченкова Наталя                | |  |
| Найсправжнісінька пригода                       | Костилєва Валентина              | |  |
| Страсті-мордасті                                | Гончаров Володимир               | |  |
| Тривога в лісі                                  | Вікен Олександр                  | |  |
| Щасливий принц                                  | Зарубін Леонід                   | |  |
| 1991                                            |                                  | |  |
| Було скучно...                                  | Ткачикова Людмила                | |  |
| Енеїда                                          | Дахно Володимир                  | |  |
| Заєць в людях                                   | Гізіла Сергій                    | |  |
| Кам'яні історії                                 | Костилєва Валентина              | |  |
| Капітан Туссі                                   | Скирда Юрій                      | |  |
| Колекція                                        | Баранов Костянтин                | |  |
| Котик та півник                                 | Грачова Алла                     | |  |
| Крокодил                                        | Титов Михайло                    | |  |
| Три Паньки на ярмарку                           | Пружанський Єфрем                | |  |
| Чому зникла шапка-невидимка                     | Зарубін Леонід                   | |  |
| 1992                                            |                                  | |  |
| Богданчик і барабан                             | Вікен Олександр                  | |  |
| Знайда                                          | Марченкова Наталя                | |  |
| Історія кохання                                 | Гізіла Сергій, Міндлін Сергій    | |  |
| Коли я був маленький                            |                                  | |  |
| Кривенька качечка                               | Грачова Алла                     | |  |
| Круглячок                                       | Павленко Тадеуш                  | |  |
| ...Ми — чоловіки! Окуляри                       | Марченкова Наталя                | |  |
| …Ми — чоловіки! Отелло                          | Титов Михайло                    | |  |
| …Ми — чоловіки! Великі та маленькі              | Марченкова Наталя                | |  |
| Полювання                                       | Зарубін Леонід                   | |  |
| Приз                                            | Костилєва Валентина              | |  |
| Сім мам Семена Синєбородька                     | Ткачикова Людмила                | |  |
| 1993                                            |                                  | |  |
| Виверт                                          |                                  | |  |
| Лякалки-жахалки                                 | Чернишова Наталя                 | «Крок», 1993 — Перший приз Фест. дит. фільмів Р. Бикова — Приз                                                  |  |
| Лялька                                          | Смирнова Ірина                   | |  |
| Різдвяна казка                                  | Трифонов Анатолій                | |  |
| Тредичіно                                       | Зарубін Леонід                   | |  |
| 1994                                            |                                  | |  |
| День народження Юлії                            | Марченкова Наталя                | |  |
| Історія одного Поросятка                        | Ткачикова Людмила                | |  |
| Про Дуків Срібляників і Хвеська Ганджу Андибера | Скирда Юрій                      | |  |
| Цап та баран                                    | Костилєва Валентина              | |  |
| Таємний притулок кохання                        | Тюряєв Вадим                     | «Крок», 1995 — Приз                                                                                             |  |
| 1995                                            |                                  | |  |
| Грицеві писанки                                 | Трифонов Анатолій                | |  |
| Казка про богиню Мокошу                         | Чернишова Наталя                 | |  |
| Коза-дереза                                     | Смирнова Ірина                   | |  |
| Як козаки у хокей грали                         | Дахно Володимир, Павленко Тадеуш | |  |
| 1996                                            |                                  | |  |
| Вій                                             | Грачова Алла, Зарубін Леонід     | |  |
| Рукавичка                                       | Марченкова Наталя                | «Золотий Витязь», 1997 — Диплом за найкращий фільм для дітей                                                    |  |
| Тополя                                          | Костилєва Валентина              | |  |
| 1997                                            |                                  | |  |
| Покрово-Покрівонько...                          | Трифонов Анатолій                | |  |
| Ходить Гарбуз по городу…                        | Костилєва Валентина              | |  |
| Як метелик вивчав життя                         | Ткачикова Людмила                | |  |
| 1998                                            |                                  | |  |
| Синя шапочка                                    | Чернишова Наталя                 | МКФ Південна Корея, 1999 — Приз за найкращу музику                                                              |  |
| 1999                                            |                                  | |  |
| Залізний вовк                                   | Педан Олег, Марченкова Наталя    | «Крок», 1999 — Приз за найкращий дитячий фільм «Анімайовка», 2000 — Диплом за найкращий експериментальний фільм |  |
| Як у нашого Омелечка невеличка сімеєчка...      | Сивокінь Євген                   | «Золотий Витязь», 2000 — Приз і Диплом                                                                          |  |

## 2000-ні
| Фільм                          | Режисер                         | Нагороди |
| ------------------------------ | ------------------------------- | --- |
| 2000                           |                                 | |
| Зерно                          | Гуньковський Олександр          | |
| Літачок Ліп                    | Марченкова Наталя               | |
| 2001                           |                                 | |
| Ку…                            | Медвідь Маріна, Міндлін Сергій  | |
| Світла особистість             | Педан Олег                      | «Молодість», 2001 — Приз FICC «Золотий Витязь» — Бронзовий Витязь «Анімайовка», 2002 — Приз за найкращий експериментальний фільм                                                                       |
| 2002                           |                                 | |
| Йшов трамвай № 9               | Коваль Сергій                   | «Крок», 2002 — Ґран-прі «Молодість», 2002 — Приз за найкращий короткометражний фільм «Берлінале», 2003 — «Срібний ведмідь»                                                                             |
| Компромікс                     | Сивокінь Євген                  | «Крок», 2003 — Приз дирекції фестивалю |
| Одноразова вічність            | Іллєнко Михайло                 | |
| 2003                           |                                 | |
| Було літо…                     | Медвідь Маріна                  | |
| Нікого немає вдома             | Педан Олег                      | |
| 2004                           |                                 | |
| Війна яблук та гусені          | Марченкова Наталя               | «DaKino» (Бухарест), 2006 — Приз за найкращу анімацію |
| Засипле сніг дороги...         | Сивокінь Євген                  | «Крок», 2005 — Спецприз газети «Дзеркало тижня» МФКК Клермон-Ферран, 2006 — Приз за найкращий анімаційний фільм                                                                                        |
| Ключ                           | Педан Олег                      | |
| П'єса для трьох акторів        | Шмигун Олександр                | КФ в Сопоті, 2005 — Почесна нагорода за анімацію «АртФілм» (Словаччина) — Приз за найкращий анімаційний експериментальний фільм Фестиваль ла віла Валладолід (Іспанія) — Перший приз за короткий фільм |
| 2005                           |                                 | |
| Будиночок для равлика          | Педан Олег                      | |
| Каприз                         | Депоян Манук, Московчук Людмила | |
| Про кішку, що впала з неба     | Марченкова Наталя               | |
| 2006                           |                                 | |
| Жив собі чорний кіт            | Марченко Юрій                   | |
| Калейдоскоп                    | Михайлов Володимир              | |
| Коп і Штик. Завзяті кроти      | Волков Борис                    | |
| Курка, яка несла всяку всячину | Медвідь Маріна                  | |
| Найменший                      | Педан Олег                      | |
| Чарований запорожець           | Марченкова Наталя               | |
| Чого у лісі не буває           | Яремко Михайло                  | |
| 2008                           |                                 | |
| Врятуй і збережи               | Сивокінь Євген                  | |
| Маленький великий пес          | Ткачикова Людмила               | |
| Театральний роман              | Карпус Оксана                   | |
| Чарівний горох                 | Руденко-Шведова Ярослава        | |
| Червона жаба                   | Медвідь Маріна                  | |

## 2010-ті
| Фільм                              | Режисер                  | Нагороди                                                                     |
| ---------------------------------- | ------------------------ | ---------------------------------------------------------------------------- |
| 2010                               |                          |                                                                              |
| О, Париж!                          | Шмигун Олександр         |                                                                              |
| 2013                               |                          |                                                                              |
| Двісті перша                       | Олег Педан               |                                                                              |
| Лежень                             | Ткачикова Людмила        |                                                                              |
| Пригоди Котигорошка та його друзів | Руденко-Шведова Ярослава |                                                                              |
| Птахи                              | Ірина Смирнова           |                                                                              |
| 2014                               |                          |                                                                              |
| Бабай                              | Медвідь Маріна           |                                                                              |
| Халабудка                          | Депоян Манук             | Фестиваль Alpinale (м. Ненцінг, Австрія): спеціальний приз і подяка від журі |
|                                    | 2015                     |                                                                              |
| Атракціон                          | Педан Олег               |                                                                              |
| 2016                               |                          |                                                                              |
| Лахмітко                           | Педан Олег               |                                                                              |
| 2017                               |                          |                                                                              |
| Кобзар 2015                        | Шевченко Богдан          |                                                                              |